# Marc Reist

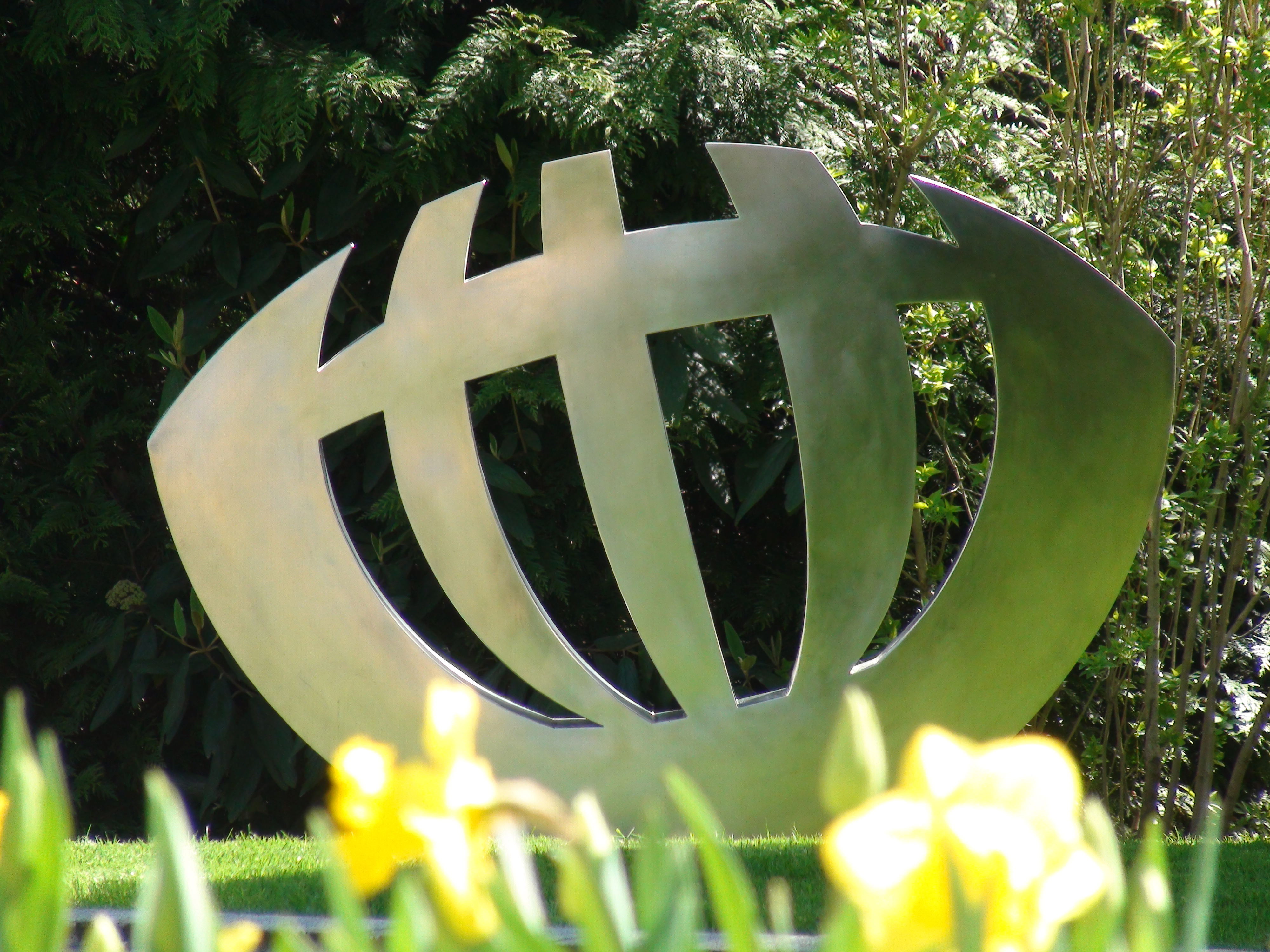
Werk «Globus 1403», 2014, Inox, 175 × 125 × 50 cm

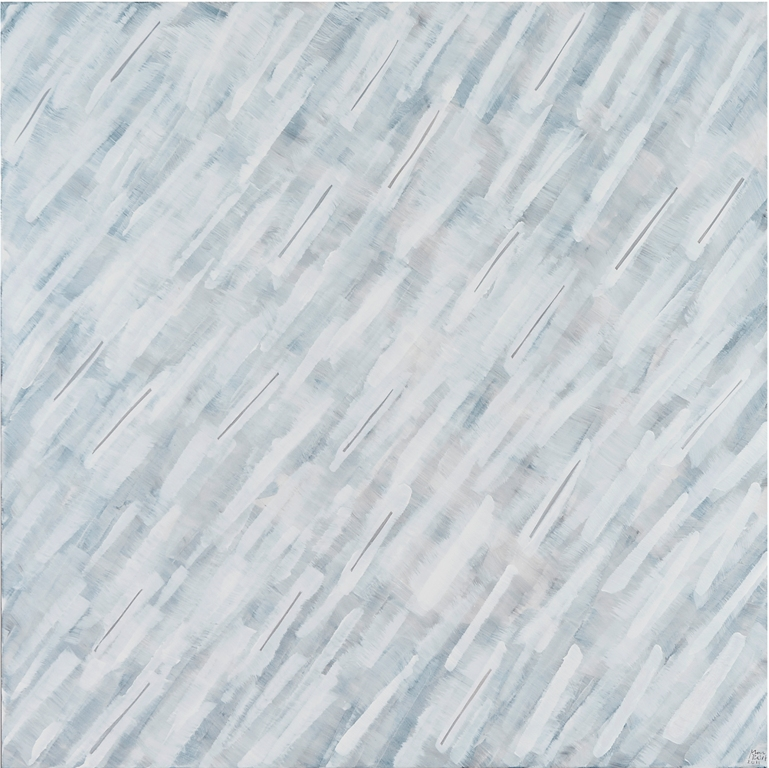
Werk «Habitat-Structura 1109», 2009, Acryl auf Leinwand, 100 × 100 cm

Marc Reist (* 4. August 1960 in Grenchen) ist ein Schweizer Bildhauer und Maler.
Reist wuchs in Grenchen auf und zog nach der Bildhauerlehre  nach Schnottwil. Dort ist er seit 1983 als Bildhauer, Maler und Grafiker freischaffend tätig. Von 1995 bis 2010 unterrichtet er in Teilzeit an der Schule für Gestaltung in Bern. Im Rahmen des «Creative Switzerland 2000» der Schweizerischen Botschaft in London, stellte er erstmals in London aus. Er errichtete dort in der Mall Galleries die Grossskulptur «Swiss Navigation». Dabei traf er auf den Galeristen James Corless. Es folgten mehrere Teilnahmen an den Ausstellungen der Blackheath Gallery in London.
Marc Reist beschäftigt sich in seinen Skulpturen und Bildern mit der Verbindung des Mikrokosmos und dem Makrokosmos. Die Werke entstehen seit 2008 aus seinem Konzept «MULTISCALA». Dazu erschien 2013 das Kunstbuch Multiscala 2008–2013. Die Fotografien stammen von Emanuel Stotzer und die Texte von Marie-Pierre Walliser.

## Ausstellungen (Auswahl)
- 1988 – Galerie Bernhard, Grenchen
- 1998 – St. Petersinsel, Bielersee
- 2000 – Mall Gallery, London
- 2000 – Künstlerhaus am Lenbachplatz, München
- 2004 – Schlösschen Vorder-Bleichenberg, Biberist
- 2005 – Art and Dinner, Mosimann’s Belfry Dining Club, London
- 2008 – Blackheath Gallery, Early Summer, London
- 2009 – Centre Dürrenmatt, Terrasse, Neuchâtel
- 2009 – Triennale Bad Ragaz
- 2011 – Skulpturenpark Hannah Peschar in Surrey, England
- 2012 – Castello di Gabbiano, Mercatale, Firenze
- 2012 – Konsthall Edsvik, European sculpture, Sollentuna (Stockholm/Sweden)
- 2013 – Skulpturen am Menuhin Festival, Gstaad
- 2013 – Galerie, Die alte Brennerei, ART3 mit Daniel Spoerri, Till Augustin, Unterramsern
- 2017 – Centre Dürrenmatt Neuchâtel

## Kunstbücher
- Marc Reist: Gedanken und Formen. Schnottwil 1997, ISBN 3-85723-375-3.
- Marc Reist: Inspiration. Schnottwil 2006, ISBN 3-85962-142-4.
- Marc Reist: Multiscala 2008–2013. Schnottwil 2013, ISBN 978-3-906124-03-2.